# プランチャ・スイシーダ
プランチャ・スイシーダ（Plancha Suicida）は、プロレス技の一種である。

## 概要
リング上からリング場外にいる相手に向かって、トップロープを飛び越えて相手の上に覆い被さるように腹部から突っ込む。
助走して繰り出したり、トップロープから繰り出したり、三角跳び式などもある。ロープを掴んで繰り出す場合はペスカリート、ロープを掴まずに繰り出す場合はノータッチ・プランチャ・スイシーダと呼ばれている。
トペ・スイシーダと並ぶルチャリブレの代表的な場外への飛び技の代表格。「プランチャ」は相手の上に覆い被さってダメージを与える技であるダイビング・ボディ・アタックなどの総称。スペイン語で「スイシーダ」は「自殺者」を意味する。

## 派生技
プランチャ・コン・ヒーロ
エプロンサイドの場外側に場外に背を向けて立ちロープに飛び乗り、そのリバウンド作用を利用して後方へとジャンプ、空中で向きを変えつつ前転して臀部から突っ込む。
トペ・スイシーダ
場外の相手に向かって助走してロープ間をすり抜けて頭から突っ込む。スペイン語で「トペ」は「衝突」、「スイシーダ」は「自殺者」を意味する。
トペ・コン・ヒーロ
場外の相手に向かって前転して臀部や背面から突っ込む。スペイン語で「トペ」は「衝突」、「コン」は「〜しながら」、「ヒーロ」は「回転」を意味する。直訳すると「回転しながらの衝突」となる。
トルニージョ
場外の相手に向かって空中で横回転しながら突っ込む。スペイン語で「トルニージョ」は「竜巻」を意味する。
スペース・フライング・タイガー・ドロップ
佐山聡が「タイガーマスク（初代）」と名乗っていた時期に考案したオリジナル技。場外の相手に向かって助走しながら側転してからトップロープを飛び越えてプランチャ・スイシーダを繰り出す。
トップロープから場内の相手に向かって繰り出す場合はスペース・フライング・タイガー・アタックと呼ばれている。
ウルトラ・タイガー・ドロップ
三沢光晴が「タイガーマスク（2代目）」と名乗っていた時期に考案したオリジナル技。場外の相手に向かってトップロープに飛び乗り、そのリバウンド作用で前転して臀部から突っ込む。
トップロープから場内の相手に向かって繰り出す場合はウルトラ・タイガー・アタックと呼ばれている。
ラ・ケブラーダ
ウルティモ・ドラゴンのオリジナル技。エプロンサイドの場外に背を向けて立ちロープに飛び乗り、そのリバウンド作用を利用して後方へとジャンプして、後方宙返りをして前面から場外の相手の上に覆い被さるように突っ込む。スペイン語で「ケブラーダ」は「渓谷」を意味する。定冠詞「La」がつくことにより、45メートルの高さの断崖絶壁から海に飛び込むアカプルコの伝統行事を指す。英語圏では開発者であるウルティモの本名「浅井嘉浩」を冠してアサイ・ムーンサルトとも呼ばれている。メキシコではペチョ・コン・ペチョ（スペイン語で「胸と胸」を意味する）とも呼ばれている。
サスケ・スペシャル1号
ザ・グレート・サスケのオリジナル技。場外の相手に向かって助走しながら側転してから、トップロープを後方宙返りで飛び越えて前面から相手に覆い被さるように突っ込む。
サスケ・スペシャル2号
ザ・グレート・サスケのオリジナル技。場外の相手に向かって助走しながら側転してから、前転でトップロープを飛び越えて臀部から相手に突っ込む。
宇宙人プランチャ
TAKAみちのくのオリジナル技。場外の相手に向かって助走してトップロープの上に飛び乗り、ロープの反動を受けて高く跳躍して腹部から突っ込む。技名はTAKAの試合を見た長州力が「あいつは宇宙人か」と呟いたことが由来。海外では定義が広くなっており、トップロープからのプランチャ全般に宇宙人プランチャが用いられている。